# دير الليات
قريةُ وادعة تتبع لبلدية جرش الكبرى، وهي من أقرب القرى لمدينة جرش، حيث لاتبعد سوى ثلاثة كيلومترات عن مركز مدينة جرش.
تمتاز دير الليات بطبيعة جميلة، وذلك لوجود أراضٍ زراعية خصبة، وعدد من ينابيع المياه التي تتوزع على أطراف القرية، كما أن أشجار الزيتون تغطي مساحات واسعة من الأراضي الصالحة للزراعة في دير الليات، ويعتبر زيت الزيتون في هذه القرية ذا جودة. كذلك تكثر زراعة اللوزيات بأنواعها، كما يزرع بعض أهالي القرية محاصيل موسمية صيفية كالقمح والبازيلاء والحمص والباميا إلخ.
```
أما بالنسبة للأشجار الحرجية فهي كثيفه جدًا في أطراف القرية خاصةً.
```

## التسمية
عرفت قديما بدير ياليا تعود هذه التسمية القديمة إلى وجود عدة كنائس كانت موجوده بالقرية كون سكانها كانوا من المسيحيين في العصر الروماني، أما بالنسبة للشق الثاني من الاسم فأخذ يتمحور على مر السنين إلى أن أصبح عام 1932 ما يعرف بالليات.

## الموقع
تقع قرية دير الليات إلى الجهة الشمالية الغربية من مدينة جرش. وترتفع عن سطح البحر أكثر من 850 م تقريباً. تطل القرية على مدينة جرش، بحيث يمكن رؤية المدينة الاثرية بوضوح ومركز المدينة الحديثة. كما تطل على جبال عجلون من الجهة الغربية وامتداد جبال البلقاء وصولاً إلى جبال قرية أبو نصير في الجهة الجنوبية ومن الجهة الشرقية تطل على جبال تعرف باسم (ثغرة عصفور) وهي منطقه جبلية تكسوها أشجار حرجية كثيفة.

## السكان
عدد سكانها ما يقارب 6 آلاف نسمة.